# Little Bad Girl
Singles de David Guetta
Where Them Girls At
(2010) Without You
(2011)
Singles par Taio Cruz
Falling in Love
(2011) Hangover
(2011)
Singles par Ludacris
Tonight (I'm Lovin' You)
(2010) Wet the Bed
(2011)
Pistes de Nothing but the Beat
Where Them Girls At Turn Me On
Little Bad Girl est une musique composée par David Guetta, avec la voix de Taio Cruz et de Ludacris. Elle a été commercialisée en tant que musique téléchargeable le 27 juin 2011 par Virgin Records, et est le second morceau de l'album Nothing but the Beat. Elle a été composée par Ludacris, Taio Cruz, David Guetta, Fred Rister et Giorgio Tuinfort. Le 18 juillet 2011, le clip vidéo officiel de la musique Little Bad Girl est diffusé sur Facebook et également sur les chaînes officielles de David Guetta sur YouTube et Vevo.
La version instrumentale est utilisée comme musique d'entrée du Valenciennes Football Club au Stade du Hainaut depuis la saison 2011/2012[pertinence contestée].

## Liste des pistes
- CD single en Allemagne

1. Little Bad Girl (featuring Taio Cruz et Ludacris) (Radio Edit) - 3:11
2. Little Bad Girl (featuring Taio Cruz et Ludacris) (Fedde Le Grand Remix) - 6:43

- Téléchargement digital[1],[2]

1. Little Bad Girl (featuring Taio Cruz et Ludacris) (Radio Edit) – 3:12
2. Little Bad Girl (Instrumental Club Mix) – 5:11

- Téléchargement digital EP[3].

1. Little Bad Girl (featuring Taio Cruz et Ludacris) (Radio Edit) – 3:12
2. Little Bad Girl (featuring Taio Cruz et Ludacris) (Extended Mix) – 4:43
3. Little Bad Girl (featuring Taio Cruz et Ludacris) (Norman Doray Remix) – 6:48
4. Little Bad Girl (featuring Taio Cruz et Ludacris) (Fedde Le Grand Remix) – 6:43
5. Little Bad Girl (Instrumental Club Mix) – 5:13

## Classement et certifications

### Classement hebdomadaire
| Classement (2011)                       | Meilleure position |
| --------------------------------------- | ------------------ |
| Allemagne (Media Control AG)            | 5                  |
| Australie (ARIA)                        | 15                 |
| Autriche (Ö3 Austria Top 40)            | 5                  |
| Belgique (Flandre Ultratop 50 Singles)  | 10                 |
| Belgique (Wallonie Ultratop 50 Singles) | 5                  |
| Canada (Canadian Hot 100)               | 14                 |
| Danemark (Tracklisten)                  | 20                 |
| Écosse (OCC)                            | 2                  |
| Espagne (PROMUSICAE)                    | 22                 |
| États-Unis (Hot 100)                    | 70                 |
| États-Unis (Hot Dance Club Songs)       | 2                  |
| États-Unis (Latin Pop Songs)            | 38                 |
| Finlande (Suomen virallinen lista)      | 16                 |
| France (SNEP)                           | 3                  |
| Hongrie (Rádiós Top 40)                 | 12                 |
| Hongrie (Single Top 40)                 | 10                 |
| Irlande (IRMA)                          | 8                  |
| Italie (FIMI)                           | 17                 |
| Nouvelle-Zélande (RMNZ)                 | 19                 |
| Norvège (VG-lista)                      | 17                 |
| Pays-Bas (Nederlandse Top 40)           | 29                 |
| Pays-Bas (Single Top 100)               | 39                 |
| Pologne                                 | 21                 |
| République tchèque                      | 21                 |
| Royaume-Uni (UK Dance Chart)            | 1                  |
| Royaume-Uni (UK Singles Chart)          | 4                  |
| Suède (Sverigetopplistan)               | 7                  |
| Suisse (Schweizer Hitparade)            | 7                  |
| Venezuela (Pop/Rock Songs)              | 1                  |

### Classement annuel
| Classement (2011)                 | Position |
| --------------------------------- | -------- |
| Australie                         | 89       |
| Autriche                          | 55       |
| Allemagne                         | 46       |
| Pologne                           | 76       |
| Suisse                            | 55       |
| États-Unis (Hot Dance Club Songs) | 29       |

### Certifications
| Pays        | Organisme | Certification | Ventes  |
| ----------- | --------- | ------------- | ------- |
| Australie   | ARIA      | Platine       | 70 000  |
| Autriche    | IFPI      | Or            | 15 000  |
| Belgique    | BEA       | Or            | 15 000  |
| Royaume-Uni | BPI       | Argent        | 200 000 |
| Suisse      | IFPI      | Or            | 15 000  |

## Historique de sortie
| Région      | Date            | Format                                        | Label       |
| ----------- | --------------- | --------------------------------------------- | ----------- |
| Monde       | 20 juin 2011    | Téléchargement digital — instrumental version | Virgin, EMI |
| Monde       | 27 juin 2011    | Téléchargement digital                        | Virgin, EMI |
| Royaume-Uni | 10 juillet 2011 | Téléchargement digital                        | EMI         |
| Allemagne   | 22 juin 2011    | CD single                                     | EMI         |